# Cupaniopsis petiolulata
Cupaniopsis petiolulata är en kinesträdsväxtart som beskrevs av Ludwig Radlkofer. Cupaniopsis petiolulata ingår i släktet Cupaniopsis och familjen kinesträdsväxter. Inga underarter finns listade i Catalogue of Life.